# オフィスケイアール
有限会社オフィスケイアール (office KR) は、神奈川県川崎市高津区にある日本の芸能事務所。代表者は斉藤リカ。

## 所属タレント
- 相川紗登士
- 伊勢崎里紗
- 猪野又紀子
- 呉羽理子
- 光部愛
- 小峰麻由
- 澤木優子
- 三条恵美
- 鈴木裕子
- 高山景子
- 長澤美紀子
- 中嶋みさ
- 中野珠子
- 中村亮子
- 西沢由紀子
- 野原寿乃
- 濱本りか
- 松藤将弘
- 山田路津子
- 山根聖美
- 鎗田圭子
- 若林かおり

## 業務提携
- 石川貴美子
- 大多和圭子
- 大平雅美
- さとう一声
- 司保美誠一郎
- 柴田ひろ子
- 庄司麻由里
- 平田理奈
- 山田万里